# Anne Terpstra
Anne Terpstra (* 5. Januar 1991 in Zierikzee) ist eine niederländische Mountainbikerin, die im Cross-Country aktiv ist.

## Sportlicher Werdegang
Mit dem Mountainbikesport begann Terpstra im Alter von 12 Jahren. Erster Erfolge im internationalen Bereich erzielte sie bei den Mountainbike-Europameisterschaften im Cross Country bei den Junioren und in der U23. 2013 entschied sie sich, ihr Medizinstudium trotz Bachelor-Abschluss abzubrechen und Mountainbike-Profi zu werden. Im selben Jahr wurde sie erstmals niederländische Meisterin im XCO. 2016 qualifizierte Terpstra sich für die Olympischen Sommerspiele, im Cross-Country-Rennen belegte sie den 15. Platz.
Parallel zum olympischen Cross-Country startete Terpstra regelmäßig im Cross-Country Eliminator (XCE). 2014 und 2017 wurde sie nationale Meisterin, 2015 belegte sie bei den Weltmeisterschaften den fünften Platz, 2017 gewann sie bei den Europameisterschaften die Bronzemedaille. Den ersten Weltcup-Sieg ihrer Karriere verzeichnete sie im Jahr 2018 beim UCI-Mountainbike-Eliminator-Weltcup in Graz.
In der Saison 2019 erzielte Terpstra beim Weltcup-Rennen in Nové Město na Moravě mit Platz 5 ihr zunächst bestes Weltcup-Ergebnis im olympischen Cross-Country. Gleich beim nächsten Rennen in Vallnord konnte sie ihren ersten Weltcup-Sieg im XCO einfahren, dem noch zwei zweite Plätze folgten. Bei den Welt- und Europameisterschaften belegte sie jeweils den vierten Platz. Mit den konstanten Leistungen über das ganz Jahr beendete sie die Saison auf Platz 1 der Weltrangliste im Cross-Country.
In der verkürzten Saison 2020 belegte sie bei den beiden ausgetragenen Weltcup-Rennen im XCO jeweils den zweiten Platz. Bei den Europameisterschaften in Monte Tamaro gewann sie mit Silber ihre erste Medaille im XCO in der Elite.
Terpstra hat an den Olympischen Sommerspielen in Tokio teilgenommen und im Cross-Country-Rennen den 5. Platz belegt. Im August 2021 gewann sie zunächst bei den Europameisterschaften und zwei Wochen später auch bei den Weltmeisterschaften jeweils die Silbermedaille im Cross-Country.
In der Saison 2022 gewann sie in Vallnord zum zweiten Mal ein Weltcup-Rennen. Durch konstant vordere Platzierungen über die gesamte Saison ging sie als Weltcup-Führende in das Saisonfinale in Val di Sole. Durch eine Speicheldrüsenentzündung war sie jedoch nicht im Vollbesitz ihrer Kräfte und musste in der Gesamtwertung noch Alessandra Keller und Rebecca McConnell den Vortritt lassen. In der Saison 2023 kam sie im Weltcup erneut regelmäßig unter die Top 10, der zweite Platz in Lenzerheide war ihr bestes Saisonergebnis. Im März 2024 gewann sie mit ihrer Partnerin Nicole Koller sämtliche Etappen des Cape Epic und damit auch die Gesamtwertung. Neben Puck Pieterse vertrat sie die Niederlande im olympischen Mountainbikerennen 2024 und kam auf den neunten Rang.

## Privates
Anne Terpstra ist mit Tom Wickles, dem Team-Manager ihres Teams Ghost Factory Racing liiert. Ihr zwei Jahre jüngerer Bruder Rien Terpstra war auch Mountainbiker, hörte aber im Alter von 21 Jahren mit dem Sport auf.
Mit den niederländischen Radrennfahrern und Brüdern Niki Terpstra und Mike Terpstra ist Anne Terpstra nicht verwandt. 

## Erfolge
| 2009 - Europameisterschaften (Junioren) – XCO 2012 - Europameisterschaften (U23) – XCO - Europameisterschaften – Staffel 2013 - Niederländische Meisterin – XCO 2014 - Niederländische Meisterin – XCO - Niederländische Meisterin – XCE 2015 - Niederländische Meisterin – XCO 2016 - Niederländische Meisterin – XCO 2017 - Niederländische Meisterin – XCE - Europameisterschaften – XCE | 2018 - Niederländische Meisterin – XCO - ein Weltcup-Erfolg – XCE - ein Erfolg UCI Marathon Series 2019 - ein Weltcup-Erfolg – XCO 2020 - Europameisterschaften – XCO - Niederländische Meisterin – XCO 2021 - Weltmeisterschaften – XCO - Europameisterschaften – XCO - Ötztaler Mountainbike Festival (HC) 2022 - Europameisterschaften – XCO - Niederländische Meisterin – XCO - ein Weltcup-Erfolg – XCO 2024 - Gesamtwertung und acht Etappen Cape Epic |